# Praktvaxskinn
Praktvaxskinn (Phlebia coccineofulva) är en svampart som beskrevs av Schwein. 1834. Praktvaxskinn ingår i släktet Phlebia och familjen Meruliaceae.  Arten är reproducerande i Sverige. Inga underarter finns listade i Catalogue of Life.